# Пироксилиновый порох
Пироксилиновый порох — один из нескольких видов порохов.
Применяются в стрелковом оружии и в артиллерии
В состав пироксилиновых порохов обычно входит 
91—96 % пироксилина, 
1,2—5 % летучих веществ (спирт, эфир и вода), 
1,0—1,5 % стабилизатора (дифениламин, для увеличения стойкости при хранении), 
2—6 % флегматизатора (для замедления горения наружных слоев пороховых зёрен), 
0,2—0,3 % графита и 
пламегасящие присадки.
Основными недостатками пироксилиновых порохов являются: 
изменение содержания остаточного растворителя и влаги при хранении, что отрицательно сказывается на их баллистических характеристиках; 
длительность технологического цикла производства (от 6—10 дней до 1 месяца).
В зависимости от присадок и назначения помимо обычных пироксилиновых имеются специальные пороха: 
- пламегасящие, малогигроскопичные, малоградиентные (с малой зависимостью скорости горения от температуры заряда);
- малоэрозионные (с пониженным разгарно-эрозионным воздействием на канал ствола);
- флегматизированные (с пониженной скоростью горения поверхностных слоев);
- пористые

и другие.
Процесс производства (см. Химическая промышленность) пироксилиновых порохов предусматривает растворение (желатинизацию) пироксилина, прессование полученной пороховой массы и резку для придания пороховым элементам определённой формы и размеров, удаление избыточного растворителя и состоит из ряда последовательных операций.
Такие пороха изготовляются в виде пластинок, лент, колец, трубок и зёрен с одним или несколькими каналами.